# Волчо (озеро)
Волчо́ (бел. Ваўчо́) — озеро в Ушачском районе Витебской области Белоруссии. Относится к бассейну реки Крошенка, вытекающей из озера.

## Описание
Озеро Волчо располагается в 1,5 км к востоку от городского посёлка Ушачи. Восточнее озера находится деревня Тихоняты, западнее — деревня Гроденец, северо-западнее — деревня Волчо.
Площадь зеркала составляет 0,38 км², длина — 1,28 км, наибольшая ширина — 0,47 км. Длина береговой линии — 3,28 км. Наибольшая глубина — 4,2 м, средняя — 2,7 м. Объём воды в озере — 1,02 млн м³. Площадь водосбора — 78,4 км².
Котловина лощинного типа, вытянутая с севера на юг. Склоны котловины — высотой от 5 до 17 м, пологие, суглинистые и супесчаные, преимущественно распаханные, на юго-востоке покрытые лесом. Северный и южный склоны невыраженные. Береговая линия относительно ровная. Берега высотой до 0,3 м, песчаные, местами поросшие кустарником. На севере и юге присутствует заболоченная пойма шириной до 150 м, также поросшая кустарником. Дно корытообразной формы, покрытое высокозольным глинистым илом. Песчаное мелководье занимает 14 % площади озера. Наибольшие глубины отмечаются в юго-западной части водоёма.
Минерализация воды составляет 220—235 мг/л, прозрачность — около 1 м. На юге впадают ручьи из озёр Вечелье и Деминец, на севере вытекает река Крошенка (ниже по её течению расположено озеро Ореховно). Несмотря на проточность, водоём подвержен эвтрофикации. Однако зарастание озера незначительно. Прибрежная растительность образует полосу шириной от 5 до 15 м и распространяется вглубь до 1,8—2,5 м.
В воде обитают лещ, щука, линь, карась, плотва, окунь, краснопёрка и другие виды рыб, а также раки. Проводится промысловый лов рыбы.
Озеро Волчо является популярным местом отдыха. Для населения организовано платное любительское рыболовство.